# オーランド・マクダニエル
オーランド・マクダニエル（Orlando McDaniel 1960年12月1日 - 2020年3月27日）は、ルイジアナ州シュリーブポート出身のアメリカンフットボール選手。ポジションはワイドレシーバー。

## 経歴
ルイジアナ州立大学で4シーズンプレー、64レシーブで1184ヤードを獲得、3TDをあげた。1981年には41レシーブで719ヤードを獲得、サウスイースタン・カンファレンス2位の平均17.5ヤードを獲得、獲得ヤードでもカンファレンス4位となった。また陸上競技選手としても1980年のNCAA選手権に出場し、110メートルハードルで2位となった。また60メートルハードルで1980年に、110メートルハードルで1980年と1981年にオールアメリカンに選ばれた。
ストライキで短縮された1982年のNFLドラフト2巡でデンバー・ブロンコスに指名されて入団した。その年3試合に出場したがパスキャッチ0に終わった。
引退後の2003年にNorth Texas Cheetahs Youth Track Clubを設立、ダラス・フォートワース複合都市圏で陸上選手の指導に当たった。
ワシントンD.C.から自宅に帰る途中、病にかかり、2020年3月28日、新型コロナウイルスによって亡くなった。